# 荒屋明神
荒屋 明神（あらやあきのぶ、男性、1985年1月17日～）は、一般社団法人アインの創立者であり、代表理事。
一般社団法人アイン代表理事/集客コンサルタント/発達障害評論家/ネットビジネス評論家/作家

## 生い立ち
茨城理容美容専門学校卒業。髪を切ることに興味を持ち、美容師としてキャリアをスタート。3年半後に美容室の店舗経営者に。
経営を学ぶため、複合商業施設副支配人、また超有名百貨店に転職。
その後、活動をビジネスや医療の方向へ転換し、年商13億円の医療系財団法人医局秘書に。
「だれもが羽ばたける社会」を創るべく、一般社団法人アイン設立。
現在は企業のビジネスアドバイザーや集客コンサルタントとして活動中。今もなお多くの人々に救いの手を差し伸べている。

## 発達障害
本人も、発達障害グレーゾーン該当の認識がある。
SNSや著書にて、体験談や自身の克服方法を紹介している。

## 著書
- Secret Strategy シークレット・ストラテジー: 秘密の人生攻略法
- 発達障害の声～仕事編～[ADHD/ASD/LD/グレーゾーン一五名の体験談]
- なぜ「発達障害者」はバカなのか
- Ambition Money(アンビション・マネー): 100年時代を攻略する2つのカギ
- 「発達障害の声[ADHD/ASD/LD/グレーゾーン40名の体験談]